# Фай На
Фай На (пом. 1811) — третій володар королівства Тямпасак.
Був лаоським аристократом. До сходження на престол обіймав посаду губернатора провінції Ясудара. 1791 року після смерті короля Саякумане, сіамський король Рама I призначив його новим правителем Тямпасаку.
Він збудував нову столицю, яка отримала таку ж назву, як і держава.
Помер 1811 року, після чого трон обійняв онук Саякумане Но Муонг.